# Британско-сомалилендские отношения
Британско-сомалилендские отношения — двусторонние дипломатические отношения между Великобританией и Сомалилендом. Сомалиленд имеет дипломатическое представительство в Лондоне, а Великобритания содержит дипломатическое представительство в Харгейсе.

## История
В апреле 2014 года городской совет Шеффилда в Великобритании проголосовал за признание права на самоопределение Сомалиленда. Однако, этот жест стал формальным и не имел юридической силы. 26 марта 2015 года городской совет Кардиффа признал право на самоопределение Сомалиленда, а позже, 18 мая 2015 года, Партия независимости Соединённого Королевства объявила о поддержке признания независимости Сомалиленда. Затем последовало официальное открытие консервативным правительством Великобритании дипломатического офиса в Харгейсе, столице Сомалиленда. В 2020 году Великобритания, Дания и Нидерланды подписали четыре соглашения с правительством Сомалиленда для улучшения критически важной инфраструктуры и поддержке экономического развития. В июле 2019 года городской совет Бирмингема признал право на самоопределение Сомалиленда.